# Chrysolina haemoptera
Chrysolina haemoptera ist ein Käfer aus der Familie der Blattkäfer (Chrysomelidae) und auch unter dem Namen Blauer Wegerich-Blattkäfer bekannt.

## Merkmale
Die Käfer sind zwischen 5,5 und 8,5 Millimeter lang. Die matt blauschwarz gefärbten Deckflügel sind grob punktiert, die Punktierung ist doppelt, d. h. sie besteht nebeneinander aus groben und aus feineren Punkten. Das Pronotum (Halsschild) ist schwarz, mit schwachem blauem oder erzfarbenem Metallglanz, es weist keine Längsrillen auf, kann aber an seiner Basis einen schwachen Quereindruck tragen; die Seiten des Halsschilds besitzen keinen durch Kerben begrenzten Seitenwulst. Die Punktierung des Halsschilds ist fein, aber dicht gedrängt, etwa doppelt so dicht wie diejenige der Flügeldecken. Die Halsschildseiten sind nach vorne geradlinig verengt.

## Ähnliche Arten
- Chrysolina oricalcia[1]

## Verbreitung
Die Käferart kommt in der westlichen Paläarktis vor. Sie ist in Europa weit verbreitet, aber selten. Das Vorkommen reicht im Osten bis in den Kaukasus und in den Mittleren Osten.

## Lebensweise
Wirts- und Futterpflanzen der überwiegend nachtaktiven Käferart bilden Wegeriche (Plantago), insbesondere Krähenfuß-Wegerich (Plantago coronopus). Imago und Larve fressen an den Blättern der Pflanzengattung. Die Art bildet eine Generation pro Jahr. Die Käfer beobachtet man gewöhnlich ab Ende März bis Ende Oktober, am häufigsten nach einer kurzen Sommer-Diapause zwischen Ende Juli und Mitte Oktober. Die Eiablage findet im Herbst statt. Sowohl die geschlüpften Larven als auch die Imagines überwintern. Die Verpuppung der Larven findet im Frühjahr statt.
Als Endoparasit der ausgewachsenen Käfer gilt die Larve von Policheta unicolor, ein Vertreter der Raupenfliegen (Tachinidae). Die Larven von Anaphes chrysomelae aus der Familie der Zwergwespen (Mymaridae) gelten als Eiparasit von Chrysolina haemoptera.

## Taxonomie
Die Art wurde von Linné, als Chrysomela haemoptera Linnaeus, 1758 erstbeschrieben. Der jüngere homonyme Name haemoptera Rossi, 1790 bezieht sich auf Chrysolina interstincta subsp. subseriata (Suffrian, 1851). In der Literatur finden sich folgende Synonyme: Chrysomela acuticollis Fairmaire, 1877, Chrysomela atra Goeze, 1777,Chrysomela cameranoi Piolti, 1880, Chrysomela erythroptera Schrank, 1781, Chrysomela goettingensis Schrank, 1789 (nec Linnaeus, 1761), Chrysomela hottentota Fabricius, 1792, Chrysomela molluginis Brahm, 1790, Chrysomela nigra Fourcroy, 1785, Chrysomela subaenea Duftschmid, 1825.
Es werden, neben der Nominatform, folgende Unterarten unterschieden:
- Chrysolina haemoptera byzantia Jolivet, 1951. Endemit der Türkei, verbreitet in der Marmara-Region.[8]
- Chrysolina haemoptera corvina (Weise, 1916). Endemit Italiens, taxonomisch umstritten.[9]

Die Art ist, unter dem synonymen Namen Chrysomela hottentota, Typusart der Untergattung Colaphodes Motschulsky, 1860, die außerdem nur eine weitere beschriebene Art, die in den Pyrenäen verbreitete Chrysolina bigorrensis (Fairmaire, 1865) umfasst.